# Firmicus bivittatus
Firmicus bivittatus es una especie de araña cangrejo del género Firmicus, familia Thomisidae.

## Distribución
Esta especie se encuentra en España, Francia y Argelia.